# Opisthopsis haddoni
Opisthopsis haddoni é uma espécie de formiga do gênero Opisthopsis, pertencente à subfamília Formicinae.